# Tulancingo
Tulancingo es una ciudad mexicana, cabecera del municipio de Tulancingo de Bravo en el estado de Hidalgo. Se encuentra ubicada en la parte centro-oriente de México, dentro del denominado Valle de Tulancingo; Se localiza a 119 km de la Ciudad de México por la autopista 132 y a 40 km de Pachuca de Soto. Fue fundada por los Toltecas y luego por Chichimecas. Uno de los grandes atractivos de Tulancingo es su catedral de estilo neoclásico.

## Toponimia

Glifo de Tulancingo.

Tulancingo es la distorsión de la palabra náhuatl Tollantzinco, (tollan=tule, tzin=asiento, trasero o diminutivo y co=lugar), se le han hecho las siguientes traducciones: «detrás de los baches» o «el fin de los tules o juncos». Según otros autores la palabra se deriva de Tollantzingo cuya traducción es «el pequeño Tollan». Este nombre, aunque no es claro, se encuentra relacionado con el paso del sacerdote llamado Ce Ácatl Topiltzin Quetzalcóatl, considerado como la verdadera reencarnación del dios Quetzalcóatl, y de ser asentamiento de la civilización tolteca.
Con la llegada de los franciscanos a Tulancingo, le anteponen al nombre, el del santo patrono de la parroquia que construyeron, San Juan Bautista, a la ciudad se le conoció como San Juan Bautista Tulancingo durante cerca de 300 años, lo que duró la Nueva España.
Posterior a la Independencia la ciudad adopta el apellido de Bravo por Nicolás Bravo que estuvo en la ciudad durante ese período de la historia de México.

### Glifo
La palabra “Tulancingo” deriva de la locución Tollantzinco, por lo que de manera consuetudinaria se le ha atribuido significación atendiendo a la imagen proyectada en su jeroglífico, el cual presenta un manojo de tules ocultando un hombre, tal como se encuentra plasmado en diversos códices, como es el caso del Códice Mendocino.

## Escudo
El escudo heráldico de la ciudad fue proyectado por José María Lezama y desarrollado por Sadot F. Ruiz, se encuentra coronado con encina y laurel, símbolos de la fuerza y la gloria, respectivamente; presenta grecas de las Indias de Uxmal; flores de liz como emblema de la nobleza hispana; una espada azteca y una española, distintivo del encuentro entre dos mundos; un brazo como alegoría del trabajo; un búho, insignia de la sabiduría; una cruz en representación de la civilización cristiana y el sol que se interpreta como progreso; así como el triángulo, gorro frigio y manos enlazadas, signo de igualdad, libertad y fraternidad; proyectando a través de todos sus elementos el presente, pasado y porvenir de Tulancingo de Bravo.
El escudo fue aprobado mediante sesión de cabildo de fecha 8 de diciembre de 1942, en la que fue presentado el diseño original, mismo que obra en los archivos del municipio, observándose en su reverso la interpretación de los elementos que lo conforman.

## Historia

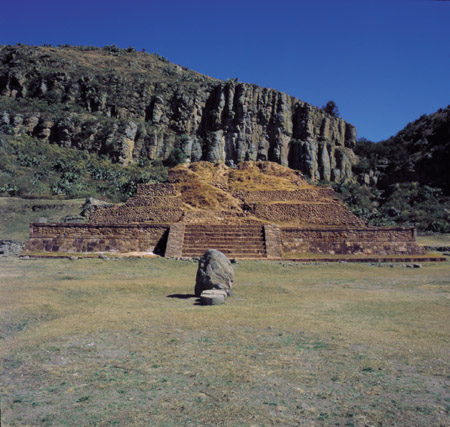
Huapalcalco donde, se han encontrado los restos más antiguos de vestigios humanos, a 3 km del centro de la ciudad, al norte de Tulancingo.

### Época prehispánica
Es probable que los primeros habitantes del actual territorio municipal se hayan instalado en el valle de Tulancingo hacia el año 5000 a. C. en el periodo arcaico el lugar fue poblado por los otomíes, en zonas como Huapalcalco y el Pedregal.
En el año 645, d. C. se constituyó una ciudad por los toltecas, la cultura tolteca llegó a la cima de la prosperidad, pero en 1116 descendió notablemente, la ciudad fue abandonada a principios del siglo XII, cuando fue destruido el imperio de Tollán por la guerra.
Hacia el 977 d. C., los toltecas, que comandados por Topiltzin, habían abandonado Culhuacán poco tiempo antes, se establecieron en el valle, en la margen derecha del Río Tulancingo. Luego de la destrucción de Tula, Tulancingo cayó en poder de los otomíes y más tarde, en el siglo XIII, de los acolhuas, que dominaron la región hasta el siglo XVI. Emigraron los vasallos y chichimecas traídos por Xolotl en 1120. Posteriormente fue habitada por los chichimecas, quienes los sometieron al Señorío de Alcolhuacan cuya capital era Texcoco. La población incrementó por la llegada de los tlaxcaltecas.
En el siglo XIV los aztecas se apoderaron de la región, en 1431, Itzcóatl y Nezahualcóyotl, reyes de Tenochtitlan y Acolhuacán respectivamente, para regularizar sus territorios hicieron una nueva división y Tulancingo volvió a incorporarse al reino de Texcoco.

### Periodo colonial e independencia
En 1525 fue sometida por los conquistadores españoles. Durante la conquista de México la región se unió al ejército de Cortés para conquistar Tenochtitlán. La población fue encomendada a Francisco Terrazas y a Fernando de Ávila, llegaron así los españoles atraídos por su clima y sus tierras, llamándole a Tulancingo: “Retiro de Antiguos Conquistadores”. En 1527 llegaron los religiosos franciscanos de la casa principal de Texcoco, primeramente fabricaron una ermita en el barrio de Zapotlán, después la iglesia de la tercera orden, actualmente se conoce como la catedral, consagrada a San Juan Bautista.
Durante la Independencia de México, Tulancingo fue atacado varias veces donde las fuerzas realistas siempre lo defendieron, hasta que en abril de 1821, Nicolás Bravo y Guadalupe Victoria se apoderaron de la ciudad, Nicolás Bravo se estableció en este lugar por algún tiempo y fundó un periódico que llamó "El Mosquito de Tulancingo", y construyó una fábrica de pólvora.

### SigloXIX

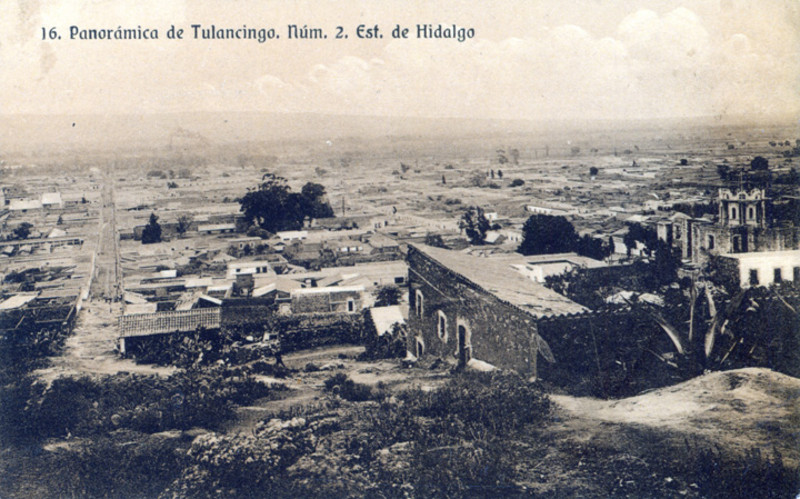
Tulancingo a principios del.

El 19 de mayo de 1822, Agustín de Iturbide, es proclamado Emperador de México, el 19 de marzo de 1823, abdicó a la corona y ofreció salir de la capital optando que su residencia estaría en Tulancingo a donde llegó el 3 de abril del mismo año. Se le retiró de Tulancingo el 20 de abril de 1823 y se embarcó en Veracruz el 11 de mayo.
A principios de 1828, Nicolás Bravo, que entonces era vicepresidente de la República, volvió a la ciudad, pero para levantarse en armas en contra Guadalupe Victoria. Una semana antes, Manuel Montaño, había proclamado el Plan de Montaño, cuyas principales demandas eran la disolución de las sociedades masónicas, y la expulsión del embajador estadounidense Joel R. Poinsett. Días después, Bravo salió de la Ciudad de México, redactó un manifiesto en el que acusaba a los Yorkinos de promover la anarquía en México y en Tulancingo se reunió con Montaño y 600 soldados, con la idea de esperar más sublevaciones en otras partes del país. Estas, sin embargo, no se produjeron. El 6 de enero, las fuerzas de Vicente Guerrero llegaron a las afueras de Tulancingo, revisaron la zona y se establecieron en la hacienda de San Francisco. Al día siguiente, vencido un plazo de 8 horas que Guerrero había dado a Bravo para que se rindiera, atacó la ciudad y derrotó a los escoceses.
En 1862, se da la segunda intervención francesa en México, para organizar la defensa por decretó el 7 de junio, que el Estado de México se dividía en tres distritos militares, el segundo de los cuales correspondió al territorio del Estado de Hidalgo. En julio de 1863, los franceses entran a Tulancingo. Del 30 de agosto al 2 de septiembre, Maximiliano de Habsburgo conoce Tulancingo, alojándose en la misma casa y en el mismo cuarto donde había estado Agustín de Iturbide. Desde 1863, año de erección de la diócesis de Tulancingo. En 1893, pasa por primera vez un ferrocarril, y llegar al edificio que Gabriel Mancera que había construido para tal fin.

### Época porfiriana y revolucionaria
El 15 de mayo de 1911 las fuerzas maderistas toman posesión de Tulancingo bajo las órdenes de Gabriel Hernández, al día siguiente tomaron Pachuca donde depusieron al gobernador quien había ordenado a los jefes políticos proclamarle adhesión a Díaz. En 1912, la ciudad es visitada por Francisco I. Madero.
El 2 de mayo de 1915 fueron sorprendidos los revolucionarios carrancistas por los villistas en la plaza Tulancingo, en 1916, Venustiano Carranza visitó Tulancingo.

### Época contemporánea

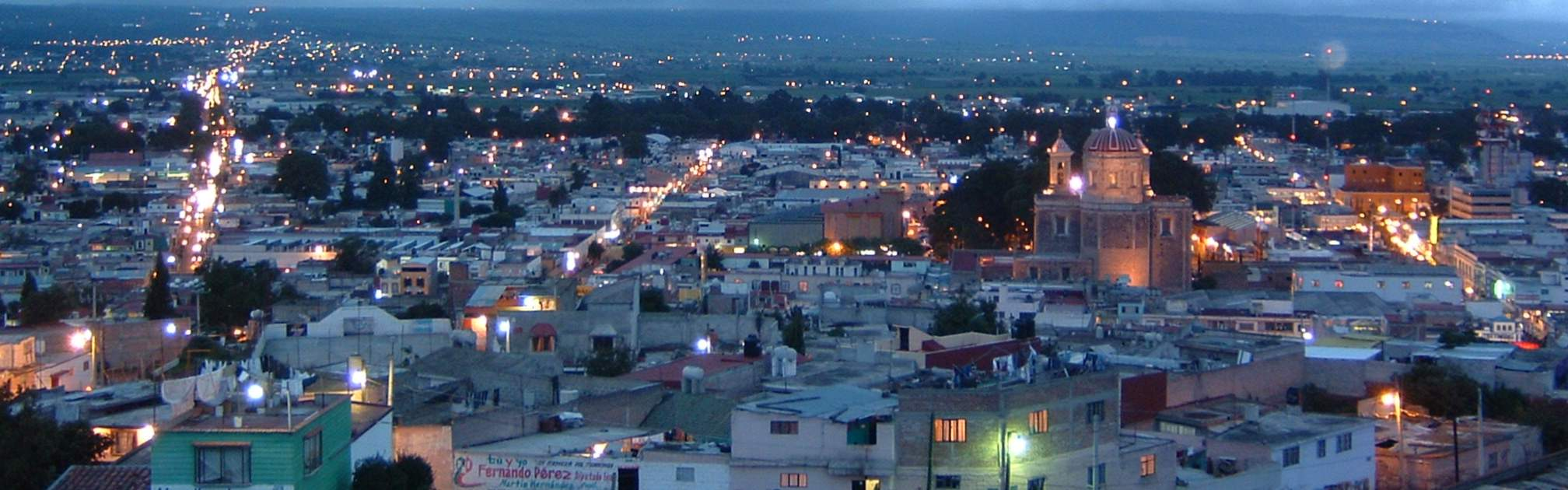
Panorámica de Tulancingo, en 2006.

El municipio históricamente se ha caracterizado por las inundaciones. En la parte sur de Tulancingo, desde principios de 1900, por la humedad del suelo, se sembraban hortalizas, flores como la amapola y alfalfa. A finales del siglo XIX se han registrado inundaciones severas en la demarcación, sobre todo en la zona entre el río Chico y El Tulancingo, en lo que actualmente son las colonias Jardines del Sur, La Estrella y Escondida. El 29 de septiembre de 1955 se inundó el centro de la ciudad.
El 5 de octubre de 1999 la ciudad vio inundadas en las zonas de cultivo así como en las colonias bajas como son: La Estrella, Mimila, Jardines del Sur y San Nicolás entre otras. En agosto de 2007 el Huracán Dean causó otra inundación, cuando en menos de 12 horas de lluvia, dieciocho colonias estaban bajo el agua, dejando millonarias pérdidas materiales. El 27 y 28 de septiembre de 2007, las lluvias por el Huracán Lorenzo sumió al territorio de nueva cuenta en inundaciones.

## Geografía

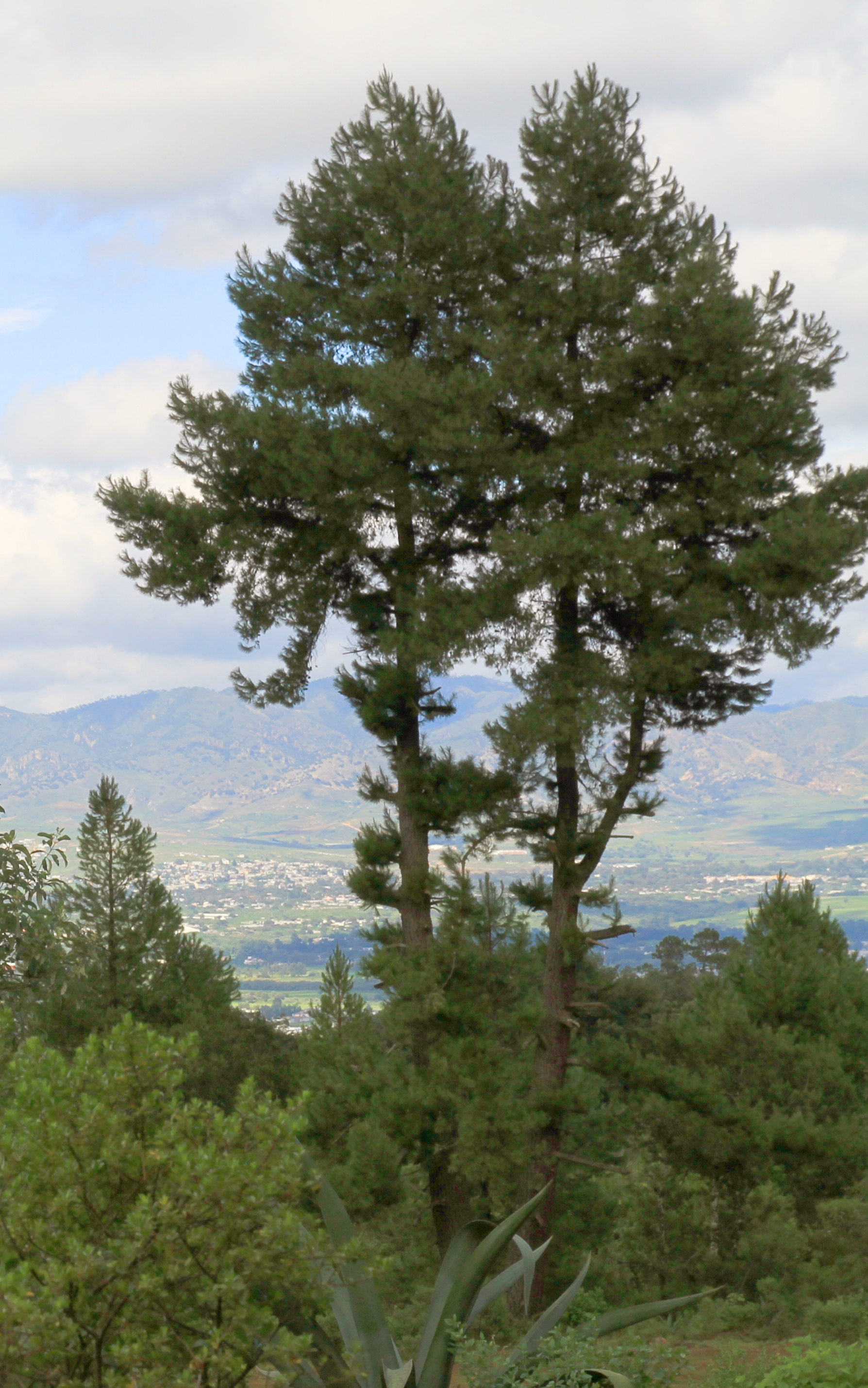
Ocote (Pinus leiophylla) en el valle de Tulancingo.

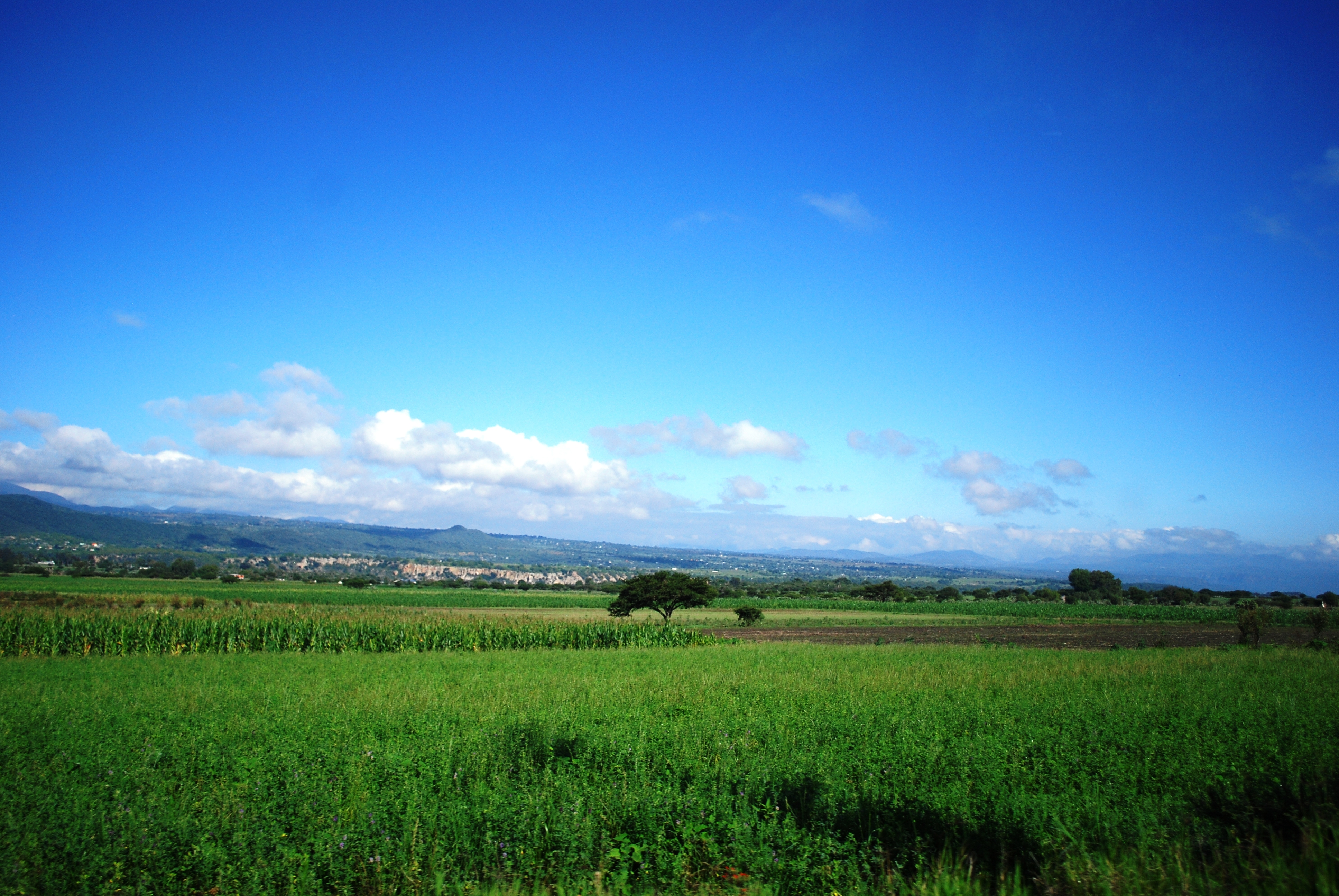
Valle de Tulancingo.

### Relieve e hidrografía
Se localiza al sur del estado de Hidalgo, entre los paralelos 20°05'09” de latitud norte, a los 98°21'48” de longitud oeste, con una altitud de 2157 metros sobre el nivel del mar.  Tulancingo se encuentra en una de las regiones geográficas del Estado de Hidalgo llamada Valle de Tulancingo, ubicada en la parte sur oriente de la entidad.
Está ubicado en el Eje Neovolcánico formado por llanuras principalmente, su topografía presenta una superficie semi-plana, cortada por cañadas, barrancas, cerros y volcanes. El suelo es de tipo semi-desértico, rico en materia orgánica y nutrientes.
En lo que respecta a la hidrología uno de los ríos más importantes es el Metztitlán que se origina en los límites del estado de Puebla que da origen al Río Chico de Tulancingo, que es formado con los escurrimientos de Coatzetzengo y La Paila, ambas forman el Río San Lorenzo que da origen al Río Grande de Tulancingo.

### Clima
El clima de Tulancingo de Bravo es templado - frío, registra una temperatura media anual de 15.7 °C y con una precipitación pluvial que oscila entre 500 y 553 mm por año. La última nevada que se registró fue el 3 de enero del 2008 al norte del municipio y los de Acaxochitlán y Metepec. Los vientos dominantes son moderados, con una velocidad media anual de 4 km/s, prevaleciendo los del noreste, con una velocidad media anual de 29 km/h.p Su precipitación pluvial es igualmente moderada y alcanza entre 500 y 700 mm anuales.
| Parámetros climáticos promedio de Tulancingo (normales 1991-2020, extremas 1951-2000) | Parámetros climáticos promedio de Tulancingo (normales 1991-2020, extremas 1951-2000) | Parámetros climáticos promedio de Tulancingo (normales 1991-2020, extremas 1951-2000) | Parámetros climáticos promedio de Tulancingo (normales 1991-2020, extremas 1951-2000) | Parámetros climáticos promedio de Tulancingo (normales 1991-2020, extremas 1951-2000) | Parámetros climáticos promedio de Tulancingo (normales 1991-2020, extremas 1951-2000) | Parámetros climáticos promedio de Tulancingo (normales 1991-2020, extremas 1951-2000) | Parámetros climáticos promedio de Tulancingo (normales 1991-2020, extremas 1951-2000) | Parámetros climáticos promedio de Tulancingo (normales 1991-2020, extremas 1951-2000) | Parámetros climáticos promedio de Tulancingo (normales 1991-2020, extremas 1951-2000) | Parámetros climáticos promedio de Tulancingo (normales 1991-2020, extremas 1951-2000) | Parámetros climáticos promedio de Tulancingo (normales 1991-2020, extremas 1951-2000) | Parámetros climáticos promedio de Tulancingo (normales 1991-2020, extremas 1951-2000) | Parámetros climáticos promedio de Tulancingo (normales 1991-2020, extremas 1951-2000) |
| Mes                                                                                   | Ene.                                                                                  | Feb.                                                                                  | Mar.                                                                                  | Abr.                                                                                  | May.                                                                                  | Jun.                                                                                  | Jul.                                                                                  | Ago.                                                                                  | Sep.                                                                                  | Oct.                                                                                  | Nov.                                                                                  | Dic.                                                                                  | Anual                                                                                 |
| ------------------------------------------------------------------------------------- | ------------------------------------------------------------------------------------- | ------------------------------------------------------------------------------------- | ------------------------------------------------------------------------------------- | ------------------------------------------------------------------------------------- | ------------------------------------------------------------------------------------- | ------------------------------------------------------------------------------------- | ------------------------------------------------------------------------------------- | ------------------------------------------------------------------------------------- | ------------------------------------------------------------------------------------- | ------------------------------------------------------------------------------------- | ------------------------------------------------------------------------------------- | ------------------------------------------------------------------------------------- | ------------------------------------------------------------------------------------- |
| Temp. máx. abs. (°C)                                                                  | 29.6                                                                                  | 32.0                                                                                  | 34.0                                                                                  | 35.0                                                                                  | 35.4                                                                                  | 33.0                                                                                  | 29.8                                                                                  | 29.4                                                                                  | 29.0                                                                                  | 37.0                                                                                  | 30.6                                                                                  | 30.2                                                                                  | 37                                                                                    |
| Temp. máx. media (°C)                                                                 | 21.4                                                                                  | 23.5                                                                                  | 25.3                                                                                  | 27.1                                                                                  | 27.1                                                                                  | 24.9                                                                                  | 23.8                                                                                  | 24.0                                                                                  | 22.6                                                                                  | 22.1                                                                                  | 21.6                                                                                  | 21.8                                                                                  | 23.8                                                                                  |
| Temp. media (°C)                                                                      | 12.6                                                                                  | 14.4                                                                                  | 16.1                                                                                  | 18.0                                                                                  | 18.5                                                                                  | 17.6                                                                                  | 16.8                                                                                  | 16.8                                                                                  | 16.2                                                                                  | 15.1                                                                                  | 13.7                                                                                  | 12.9                                                                                  | 15.7                                                                                  |
| Temp. mín. media (°C)                                                                 | 6.2                                                                                   | 7.4                                                                                   | 9.0                                                                                   | 11.0                                                                                  | 11.7                                                                                  | 11.8                                                                                  | 11.1                                                                                  | 11.3                                                                                  | 11.6                                                                                  | 9.7                                                                                   | 8.0                                                                                   | 6.9                                                                                   | 9.6                                                                                   |
| Temp. mín. abs. (°C)                                                                  | -10.6                                                                                 | -13.8                                                                                 | -7.0                                                                                  | -6.5                                                                                  | -4.0                                                                                  | -3.0                                                                                  | -2.2                                                                                  | -1.7                                                                                  | -5.8                                                                                  | -5.5                                                                                  | -10.0                                                                                 | -8.6                                                                                  | -13.8                                                                                 |
| Precipitación total (mm)                                                              | 8.7                                                                                   | 10.5                                                                                  | 17.8                                                                                  | 32.3                                                                                  | 35.2                                                                                  | 78.9                                                                                  | 71.9                                                                                  | 78.4                                                                                  | 107.8                                                                                 | 78.2                                                                                  | 19.5                                                                                  | 5.4                                                                                   | 544.6                                                                                 |
| Días de precipitaciones (≥ 0.1 mm)                                                    | 3.2                                                                                   | 3.3                                                                                   | 5.2                                                                                   | 7.7                                                                                   | 7.9                                                                                   | 12.7                                                                                  | 15.0                                                                                  | 15.1                                                                                  | 17.4                                                                                  | 13.1                                                                                  | 6.5                                                                                   | 2.4                                                                                   | 109.4                                                                                 |
| Horas de sol                                                                          | 221.8                                                                                 | 218.5                                                                                 | 227.1                                                                                 | 212.7                                                                                 | 227.0                                                                                 | 192.6                                                                                 | 183.4                                                                                 | 200.4                                                                                 | 150.5                                                                                 | 187.0                                                                                 | 201.2                                                                                 | 199.6                                                                                 | 2421.8                                                                                |
| Humedad relativa (%)                                                                  | 66                                                                                    | 62                                                                                    | 60                                                                                    | 60                                                                                    | 63                                                                                    | 73                                                                                    | 76                                                                                    | 76                                                                                    | 80                                                                                    | 77                                                                                    | 73                                                                                    | 67                                                                                    | 70                                                                                    |
| Fuente n.º 1: NOAA                                                                    |                                                                                       |                                                                                       |                                                                                       |                                                                                       |                                                                                       |                                                                                       |                                                                                       |                                                                                       |                                                                                       |                                                                                       |                                                                                       |                                                                                       |                                                                                       |
| Fuente n.º 2: Servicio Meteorológico Nacional                                         |                                                                                       |                                                                                       |                                                                                       |                                                                                       |                                                                                       |                                                                                       |                                                                                       |                                                                                       |                                                                                       |                                                                                       |                                                                                       |                                                                                       |                                                                                       |

### Ecología

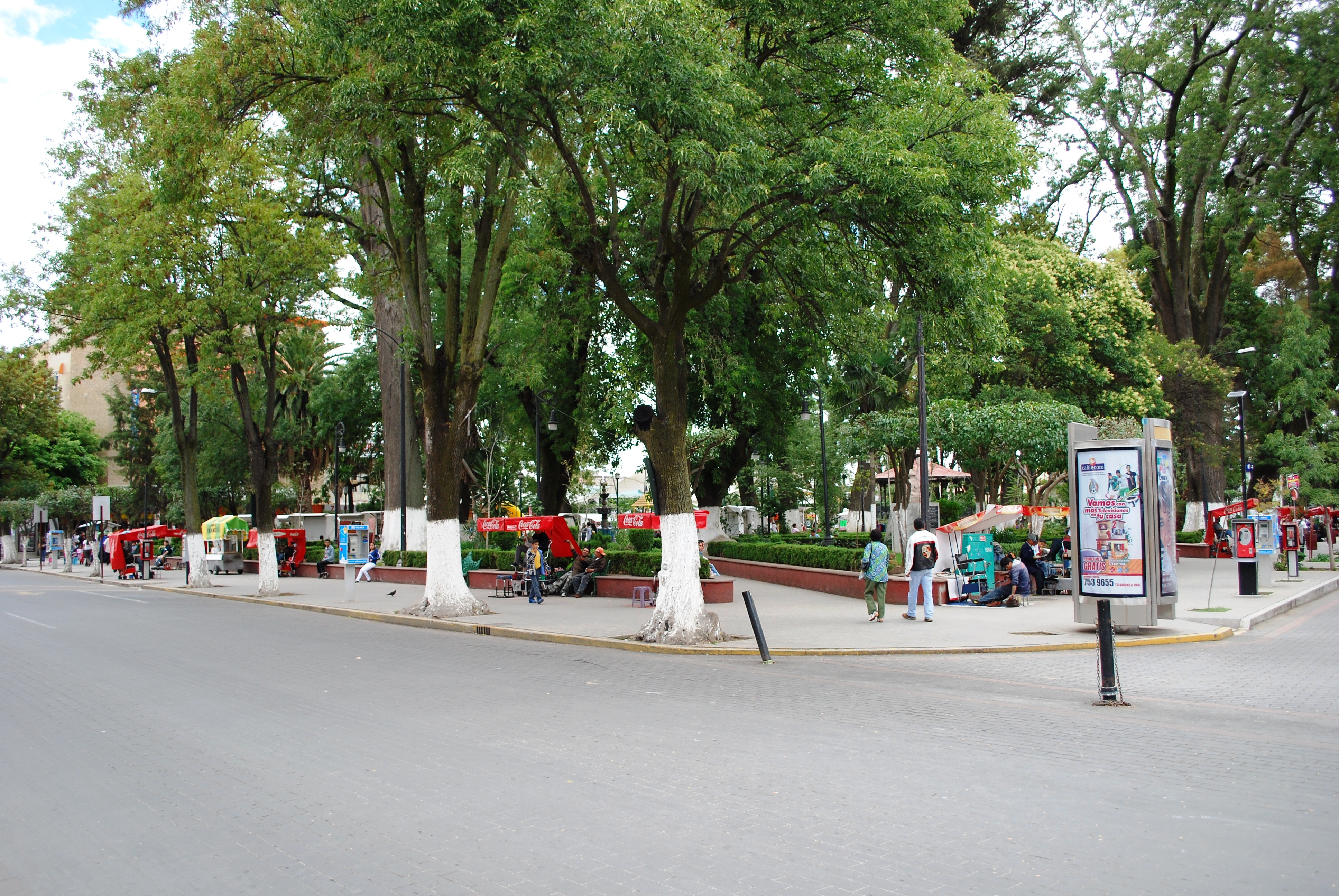
Jardín La Floresta.

Tulancingo cuenta con aproximadamente 300 espacios considerados zonas verdes, las zonas de parques y jardines son las plazas públicas (Floresta, Jardín del Arte), así como áreas verdes anexas a los polígonos y dependencias como museos, Archivo Municipal, Casa de la Mujer, PAMAR, parque El Caracol, la ex presidencia municipal y sus inmediaciones. Entre los principales parques se encuentran:
- Jardín La Floresta:  En 1528 era terreno de la “Manzana Fundacional”,  posteriormente se convierte en “Plaza de Armas” de 1528 – 1908. Después de esta fecha se le da el título de Jardín la Floresta, formado por dos secciones: Plaza de la Constitución y Plaza Juárez.
- Jardín del Arte: En el año de 1984 fue demolido el antiguo Palacio Municipal dando lugar a lo que es el Jardín del Arte donde se encuentra al Centro Cultural “Ricardo Garibay”.
- Parque el Caracol: Cuenta con ludoteca, biblioteca, pista de patinaje, cafetería e internet inalámbrico. Ubicado a un costado de la antigua estación del ferrocarril.
- El Zoológico Nicolás Bravo de Tulancingo, con 180 especies y un total de 390, cuenta con animales como: leones, tigres, antílopes, lagartos, osos, avestruces, pumas, venados y un hipopótamo.[21] En febrero de 2012 fue presentada ante la Procuraduría General de la República delegación Hidalgo, la denuncia del robo de un tigre de bengala el cual fue sustraído de su albergue.[22]

## Demografía

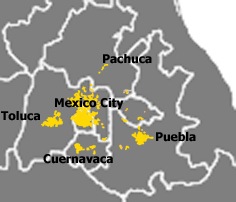
La ZM de Pachuca y la ZM de Tulancingo forman parte de la Corona regional del centro de México.

### Población
De acuerdo con el Censo de Población y Vivienda 2020 del INEGI; la ciudad tiene una población de 106 163 habitantes, lo que representa el 63.054 % de la población municipal. De los cuales 50 002 son hombres y 56 161 son mujeres; con una relación de 89.03 hombres por 100 mujeres.. El 23.71 % de la población, tiene menos de 14 años de edad; el 67.38 % de la población tiene entre 15 a 64 años de edad; y el 8.91 % de la población, tiene más de 65 años.
Tiene 35 827 viviendas particulares habitadas, un grado de marginación de la localidad bajo y un grado de rezago social de la localidad muy bajo. Las personas que hablan alguna lengua indígena, es de 1330 personas, alrededor del 1.25 % de la población de la ciudad. En la ciudad hay 797 personas que se consideran afromexicanos o afrodescendientes, alrededor del 0.75 % de la población de la ciudad.
De acuerdo con datos del censo INEGI 2020, unas 84 123 declaran practicar la religión católica; unas 10 645 personas declararon profesar una religión  protestante/ cristiano evangélico; 191 personas declararon otra religión; y unas 11 075 personas que declararon no tener religión o no estar adscritas en alguna.  La ciudad es sede de la Arquidiócesis de Tulancingo, teniendo como Diócesis sufragáneas Huejutla y Tula; su territorio comprende una parte del oriente del Estado de Hidalgo, la Sierra Norte de Puebla y dos municipios de Veracruz.
| Gráfica de evolución demográfica de Tulancingo entre 1900 y 2020 |
|                                                                  |
| Población registrada por los censos y conteos del INEGI.         |

### Zona metropolitana
La zona metropolitana de Tulancingo conformada por Santiago Tulantepec de Lugo Guerrero, Tulancingo de Bravo y Cuautepec de Hinojosa. En el período 2005-2010 presentó una tasa de crecimiento anual de 3.44% contrastando con el periodo 2012-2014 donde se registró una dinámica poblacional de crecimiento de alrededor del 4.7% anual, debido al alza de servicios y a la cercanía con la Ciudad de México.

## Política

Municipio de Tulancingo de Bravo.

El Ayuntamiento de Tulancingo está compuesto por: 1 presidente municipal, 1 síndico procurador, 13 regidores y 82 delegados. La ciudad es la cabecera del IV Distrito Electoral Federal, XI Distrito Electoral Local y del XV Distrito Judicial de Hidalgo. A nivel estatal administrativo pertenece a la Macrorregión II y a la Microrregión XXVI, además de a la Región Operativa VII Tulancingo.

## Servicios públicos
Los servicios de agua potable, abastece el 91%, el sistema de agua potable cuenta con 7 sistemas que atiende las necesidades de 15 localidades, el drenaje se encuentra instalado en un 96% de los hogares, existen 4 sistemas que proporcionan el servicio en 4 localidades, el drenaje se encuentra conectado en su mayoría a red pública, y en menor fosa séptica, río o barranca. La electricidad abarca el 97%.

### Seguridad
El municipio cuenta con 23 vehículos policiales y cuenta con 117 elementos reportados en su plantilla. Tulancingo cuenta con una estación de bomberos y protección civil, el cual está equipado con 27 vehículos y 41 elementos de bomberos los cuales prestan servicio a Tulancingo, Acatlán, Acaxochitlan, Cuautepec de Hinojosa, Singuilucan y Santiago Tulantepec.
Para 2013, Tulancingo está incluida en el Programa Nacional de Prevención de la Violencia Social y la Delincuencia debido al aumento de la delincuencia y violencia de la región. Tulancingo es catalogado dentro de las 100 ciudades más peligrosas de México, ocupando el lugar 75.

### Educación

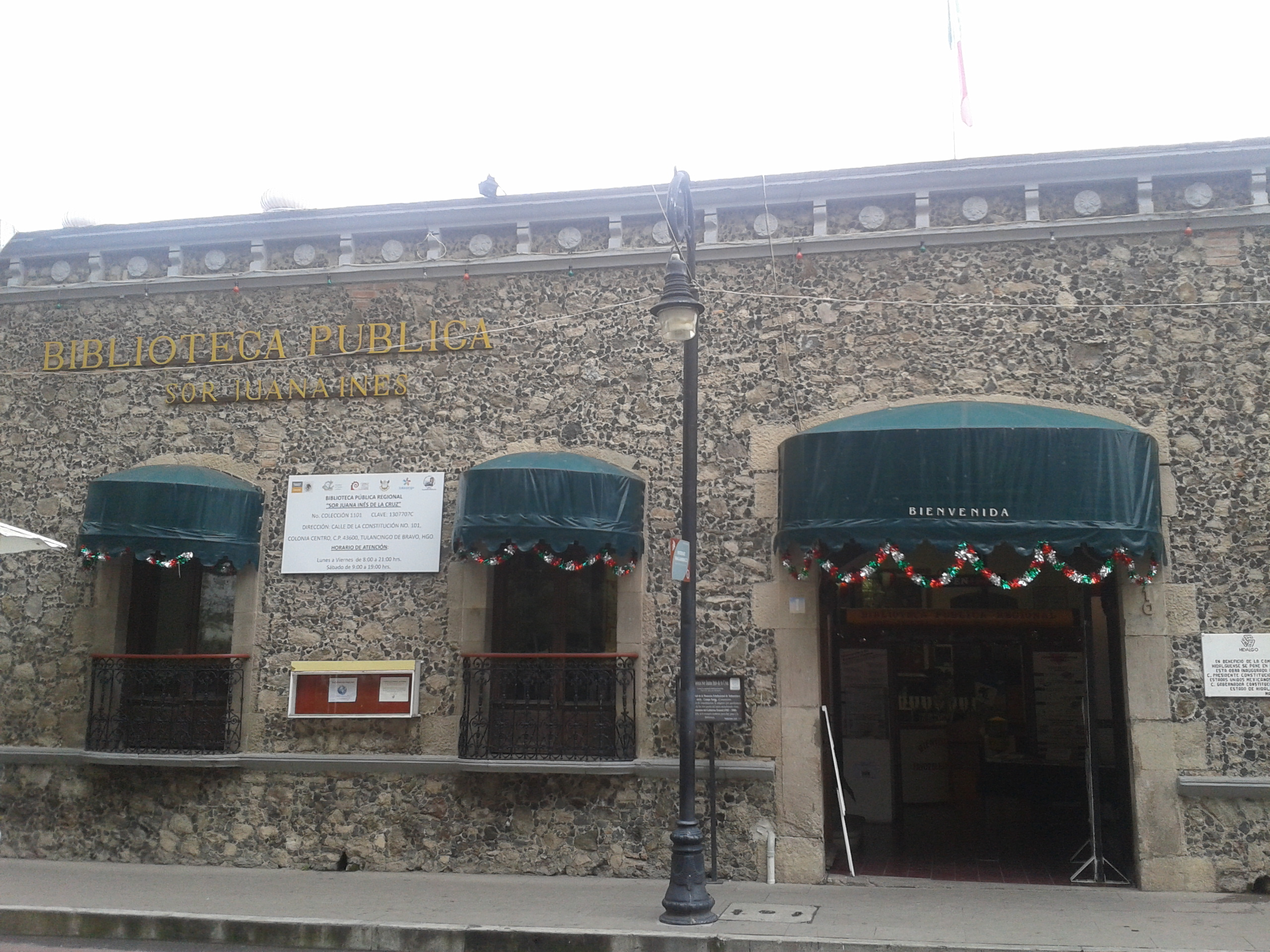
Biblioteca Pública Regional "Sor Juana Inéz de la Cruz". Edificio del, anteriormente formó parte del Panteón de la Catedral Metropolitana, desde 1984 es Biblioteca Pública

En infraestructura educativa, existen bibliotecas públicas; con escuelas de preescolar; primarias públicas y privadas, escuelas secundarias; instituciones de bachillerato. El grado promedio de escolaridad es de 8.6 años, superior a la media nacional.
En Tulancingo la Universidad Autónoma del Estado de Hidalgo; cuenta con la Escuela Preparatoria n.º 2 que ocupa un espacio de 62 449,50 m², el Rancho Universitario con una extensión de 744 174.00 m² donde están la fábrica de lácteos, el Hospital Veterinario y su Instituto de Ciencias Agropecuarias (ICAP), y el Centro de Autoacceso ubicado en el Cerro de Tezontle y ocupa un espacio de 600 m². Otras de las principales instituciones educativas de nivel superior son:
- Universidad Politécnica de Tulancingo.
- Instituto Tecnológico de Educación Superior ITES.
- Universidad Pedagógica Nacional de Hidalgo.
- Universidad Tecnológica de Tulancingo.
- Centro Universitario del Oriente de Hidalgo.
- Normal Superior Luis Donaldo Colosio.
- Universidad Alfonso Cravioto.
- Universidad Tecnológica Iberoamericana UTECI.
- Universidad ETAC Campus Tulancingo.
- Colegio Anáhuac.
- Universidad Tollanzingo.
- Universidad Los Ángeles de Puebla.
- Universidad CEVAL.
- Universidad Vizcaya De Las Américas

## Economía
En agricultura los cultivos que se producen en este municipio son cíclicos y perennes, en relación con los productos cíclicos se produce: maíz, cebada en grano, frijol, trigo en grano y maíz forraje. En cuanto a cultivos perennes se encuentran el nopal tunero, la alfalfa verde y las praderas, a diferencia de los productos cíclicos, éstos se siembran y cosechan en tierras de riego, solamente el nopal tunero se cosecha en tierras de temporal, la mayor producción de cultivos perennes se obtiene de las praderas. En ganadería el tipo de ganado existente en el municipio es el siguiente; bovino, porcino, caprino, ovino, equino, así como aves, guajolotes y colmenas.
Existen unidades económicas dedicadas a la elaboración de productos alimenticios, bebidas y tabaco; textiles, prendas de vestir e industria del cuero; la industria de la madera y productos de madera; productos del papel, imprentas y editoriales; sustancias químicas, productos derivados del petróleo y del carbón, de hule y de plástico; productos minerales no metálicos excepto derivados del petróleo y del carbón y por último industrias metálicas básicas. Se cuenta con una central de abastos municipal y una regional, cuatro mercados públicos, un tianguis municipal, y más de 30 tianguis en colonias y comunidades del municipio. La Ciudad cuenta con centros comerciales los cuales destacan: Patio Tulancingo y Plaza San Francisco.
En Tulancingo, la oferta de establecimientos de alojamiento temporal es de 13 hoteles con 623 cuartos, la ocupación hotelera se estima en 39.83%, con una estadía promedio de 1.28 noches por turista. Cuenta con 36 establecimientos de alimentos y 3 de bebidas con categoría turística que representan 6.04 y 4.68 por ciento respectivamente, de los totales de la entidad. Los principales atractivo turísticos son: la Catedral de Tulancingo, la Iglesia de Los Ángeles, La Casa de los Emperadores, la zona arqueológica de Huapalcalco, el Museo de datos históricos y el Museo del Ferrocarril de Tulancingo.
La ciudad es el punto de partida del denominado Corredor turístico de los cuatro elementos, de acuerdo a las características de este, se define el nombre de los 4 elementos a conocer; el aire, ya que se puede volar en globo aerostático; el agua presente en las cascadas y lagunas donde se puede practicar la pesca deportiva; el fuego, por la fabricación de productos en hierro fundido y la tierra, por sus extensiones y paisajes. Lo comprenden los municipios de Tulancingo de Bravo, Acaxochitlan, Metepec, Tenango de Doria y San Bartolo Tutotepec y es promovido por la Secretaría de Turismo del Estado de Hidalgo.

## Infraestructura

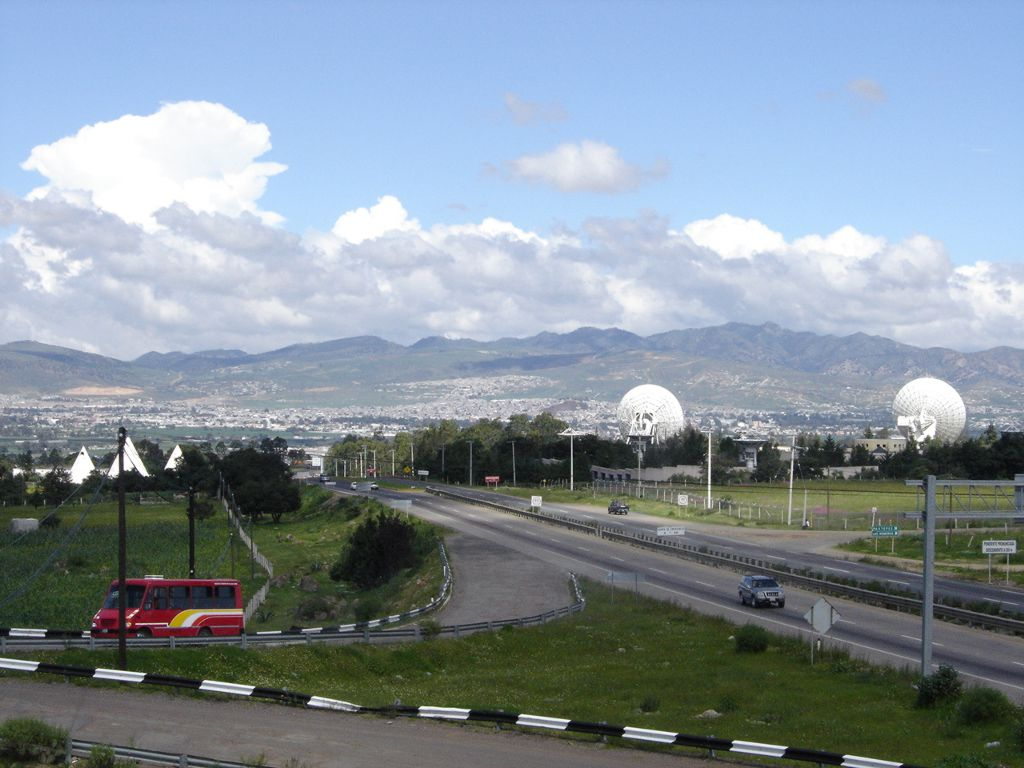
Antenas transmisoras del Telepuerto Tulancingo, la estación se inauguró en 1968, y sirvió para la transmisión de los Juegos Olímpicos de México 1968.

### Medios de comunicación
En la ciudad se publica el periódico El Sol de Tulancingo fundado el 13 de abril de 1978 con un tiraje de 6946 ejemplares; de periodicidad diaria, miembro de la Organización Editorial Mexicana. Otro periódico que también se publica en la ciudad es el Periódico Ruta. En Tulancingo cuenta con las estaciones de radio, la XENQ-AM, XEQB-AM y XHTNO-FM.
La Estación Terrena de Telecomunicaciones Tulancingo, se compone por dos complejos, que son el Telepuerto Tulancingo y el Centro de Datos Tulancingo, estas instalaciones son propiedad de Telecomunicaciones de México. Cuenta con tres antenas, Tulancingo 1, 2 y 3. Las dos primeras miden 40 metros de alto, con un disco de 32 metros de diámetro. Tulancingo 1 data de 1968, se usa para tener transmisión de datos a Estados Unidos, Europa, África y América Latina y televisión ocasional; Tulancingo 2, fue instalado en 1980; Es la misma tipología que Tulancingo 1 pero con diferente estructura para movimiento; la antena Tulancingo 3 es más chica, su disco tiene un diámetro de 13 metros, y se usa para trasmitir al satélite NewSky 806 televisión ocasional. Las antenas están en operación con el satélite IS-IVAF-1 y con el satélite Morelos II.

### Vialidades

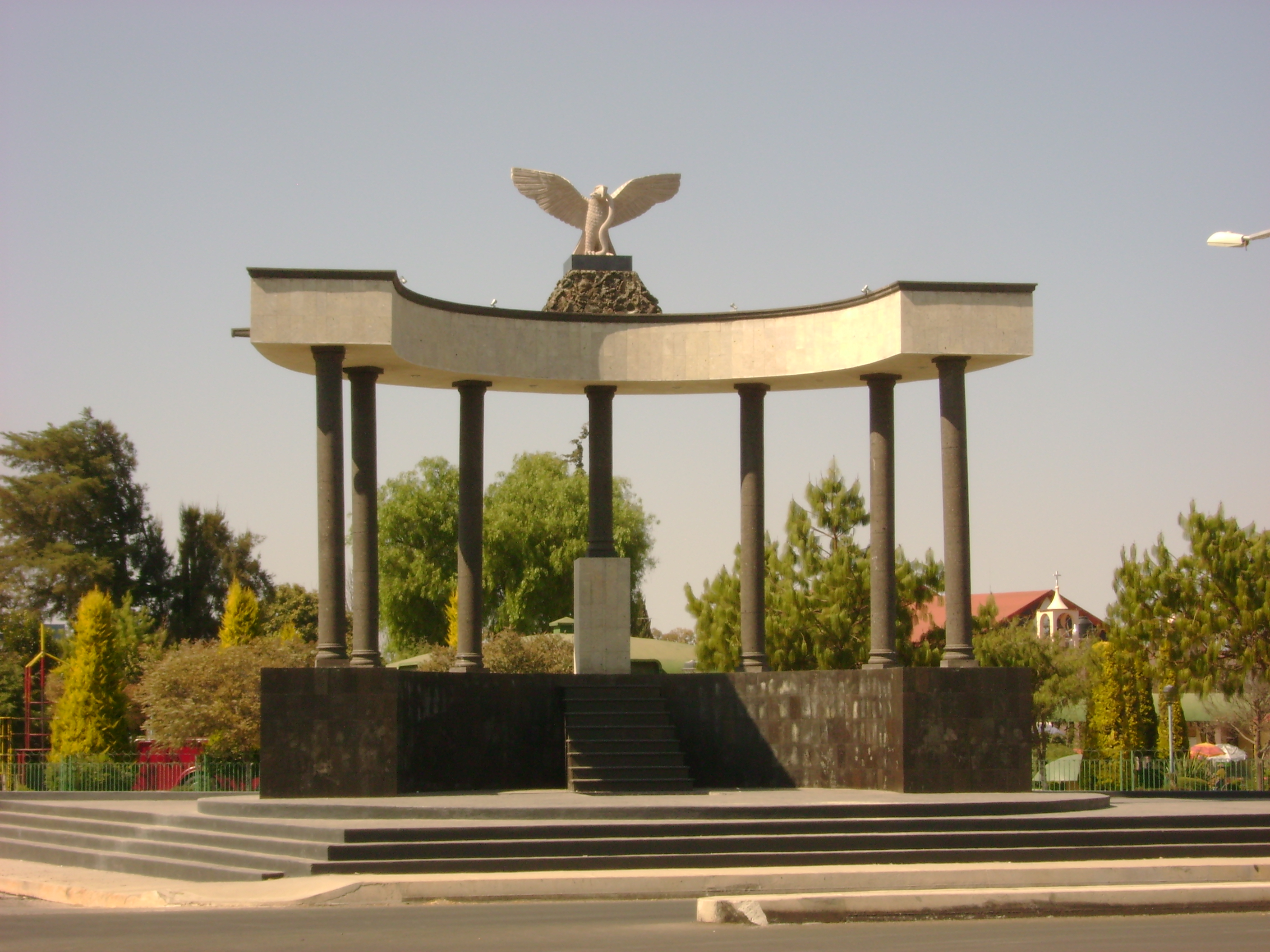
Hemiciclo del Bicentenario sobre el Paseo Bicentenario.

Las vías de comunicación que enlazan al municipio, tienen una longitud de 42.4 kilómetros, de los que 24.4 son vías federales y 18 carretera estatal. Las principales vías que comunican a la ciudad son las Carreteras Federales número 130 (Pachuca-Poza Rica–Tampico) y la 132 (México-Teotihuacán–Tulancingo), que lo separa 105 kilómetros de la Ciudad de México y a 140 por la autopista a Pachuca. Las principales avenidas, calles y bulevares son:
- Bulevar Miguel Hidalgo.
- Paseo Bicentenario.
- Avenida Central (también conocida como Bulevar Quetzalcóatl).
- Bulevar La Morena.
- Calzada 5 de Mayo.
- Circuito Chapultepec.
- Paseo Centenario de la Revolución.
- Bulevar Pleasanton.
- Bulevar Emiliano Zapata.
- Avenida Juárez.

### Transporte

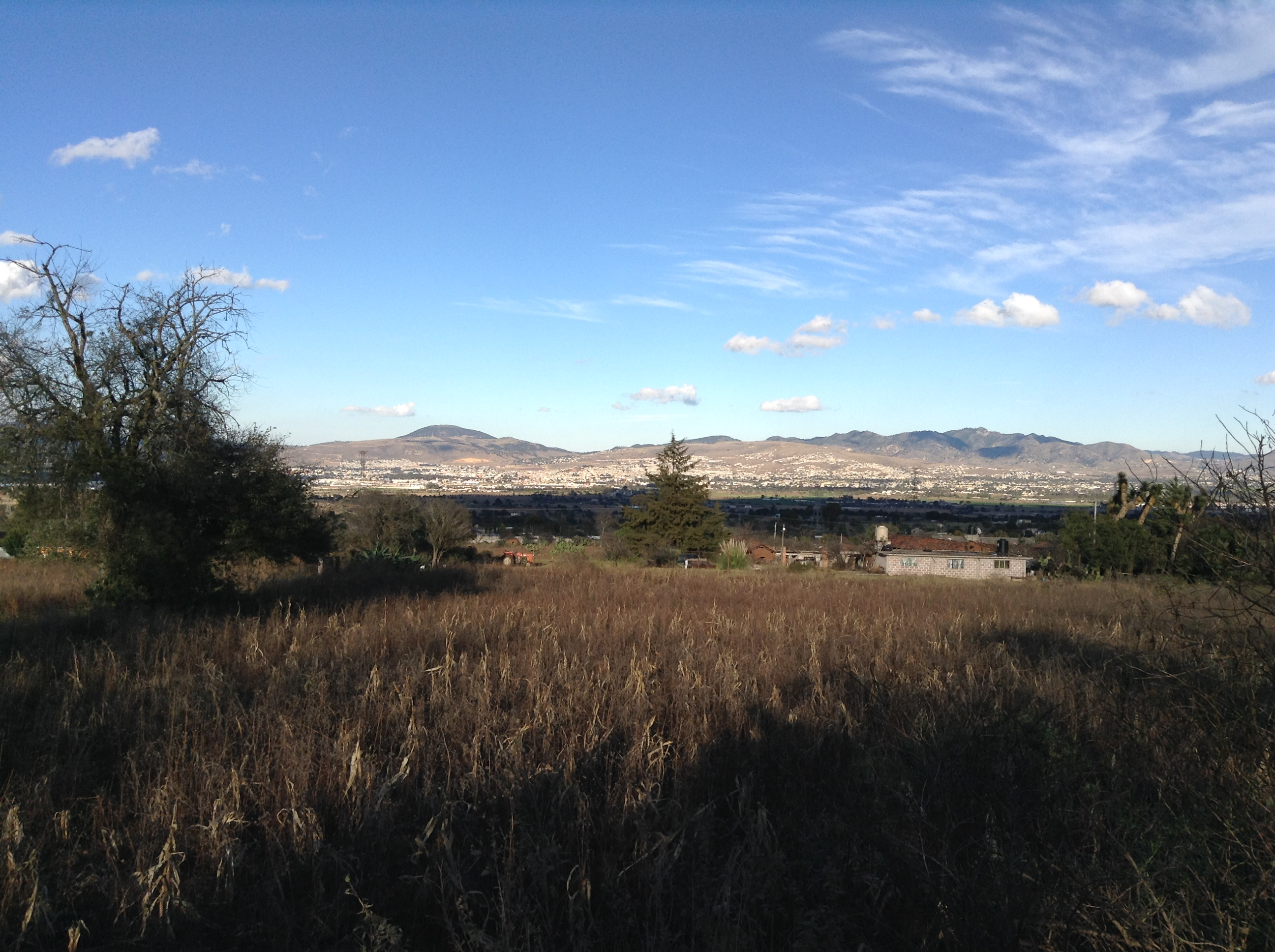
Imagen de la población de Tulancingo de Bravo, vista desde el sur.

Se cuenta con líneas de transporte foráneas, urbanas y suburbanas que dan servicio a la población, estas líneas son:
- Autobuses Estrella Blanca
- Autobuses Expreso Futura
- Autobuses Blancos Coordinados
- Autobuses de Oriente
- Líneas de Autobuses San Juan Teotihuacán-Otumba-Apan-Calpulalpan y Ramales;Flecha Roja.
- Autobuses Rápidos/Tepehuas
- Autobuses Conexión
- Autotransportes Union Serrana
- Autotransportes Jaguares de Hidalgo

Estas líneas enlazan a la ciudad con Álamo, Huayacocotla, Honey, Huauchinango, Naranjos, Ciudad de México, Poza Rica, Tamiahua, Tampico, Tuxpan, Pachuca, Pahuatlán, San Bartolo Tutotepec, Zacatlán y Huehuetla.

## Cultura

### Arquitectura

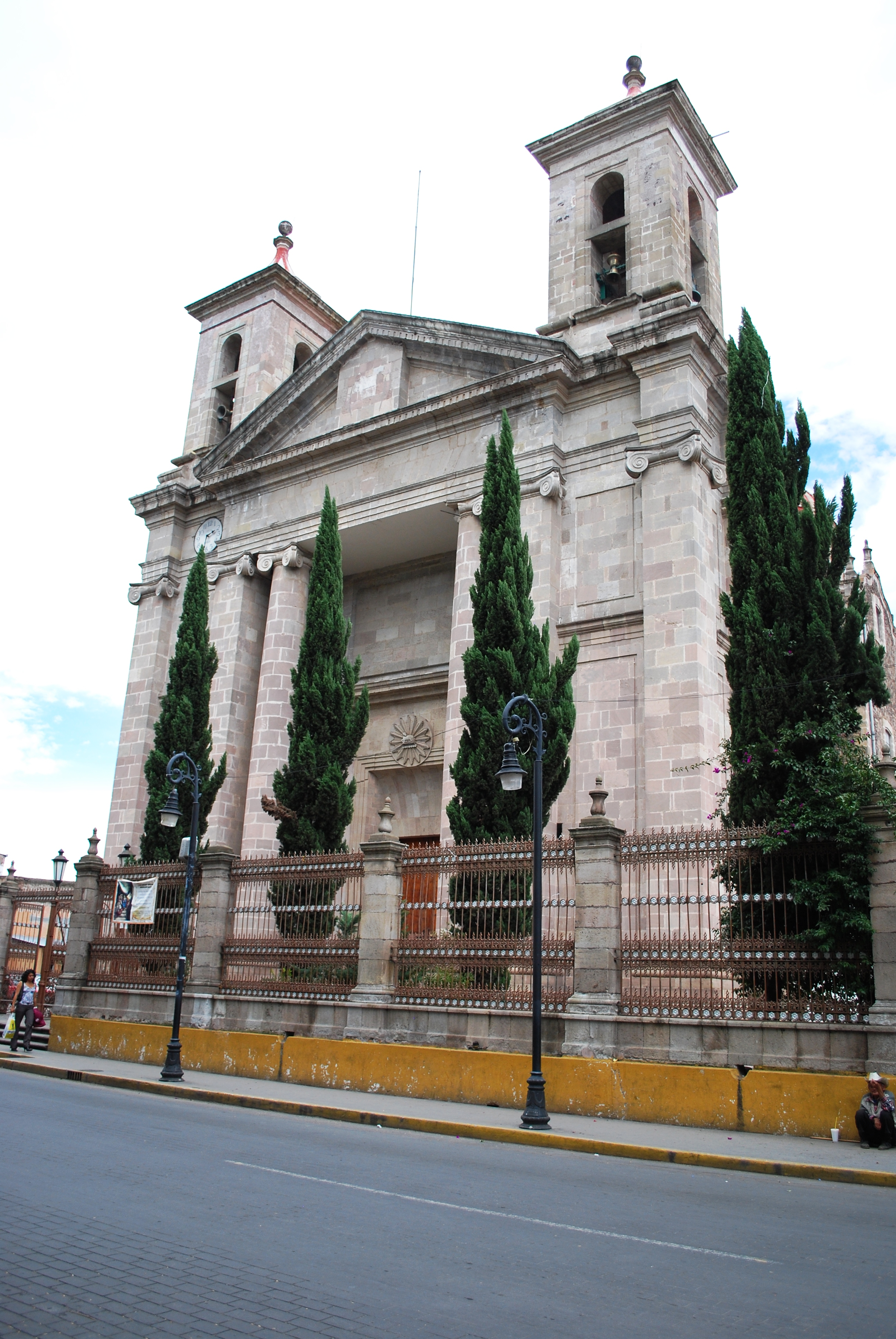
Catedral de Tulancingo.

Dentro de la arquitectura civil, podemos encontrar la Casa de los Emperadores, en esta casa radicaron por un tiempo Agustín de Iturbide en 1823 y Maximiliano de Habsburgo en 1865.
Entre la arquitectura religiosa sobresale la Catedral de Tulancingo; dedicada a San Juan Bautista, es una obra de la arquitectura religiosa del México colonial construida a partir de 1528 por la Orden Franciscana, cuenta con dos enormes columnas de estilo jónico romano de 17 metros de altura, construida en el Siglo XIX. La Iglesia de los Ángeles; en ella se venera a la imagen de la Virgen de los Ángeles, las fiestas de agosto se hacen en su honor con una importante feria anual. Entre otros templos parroquistas encontramos el Templo de San José, la parroquia de La Merced, la Iglesia de la Villita y la Capilla de La Expiración.

### Fiestas
La principal fiesta del municipio de Tulancingo es la celebrada en honor a la Virgen de los Ángeles. La Feria de los Angelitos, se realiza en la semana del 2 de agosto de cada año. Otra gran festividad es la Expo Tulancingo, esta comienza el último fin de semana de julio y culmina el segundo fin de semana de agosto, hay juegos mecánicos, comida regional, exposición ganadera, exposición textil, pasillo gastronómico y palenque. Las instalaciones de este evento se encuentran en Jaltepec a 15 minutos de Tulancingo.
Antes de la cuaresma, se realiza el carnaval de Santa Ana Hueytlalpan donde se realiza un desfile con disfraces. En Semana Santa se celebra el segundo viernes de Cuaresma, quinto viernes de Cuaresma, Domingo de Ramos, Jueves Santo, Viernes Santo, Sábado de Gloria y Domingo de Resurrección.
En la zona arqueológica de Huapalcalco, se realizan el festival de equinoccio de primavera llamado "Enlace Huapalcalli"; el festival del solsticio de verano; la celebración del año nuevo tolteca; el Carnaval en celebración a la Tierra entre otros.

### Gastronomía
Dentro de la gastronomía destacan las tulancingueñas que consiste en una tortilla de maíz con queso amarillo y jamón bañados en salsa verde con cebolla y crema. Los guajolotes es otro platillo típico, consiste en un bolillo con frijoles negros, enchiladas fritas con manteca y huevo cocido en su interior, los tradicionales son de huevo cocido y de pollo, actualmente se han adoptado muchos más ingredientes, como carne asada, salchicha, milanesa, pavo y jamón.
Otros platillos que se consumen en la región son los molotes de papa; los tlacoyos rellenos de alberjón servidos ambos con salsa verde, queso, crema y verdura; los mixiotes de puerco, carnero, y pollo; la barbacoa de horno. Como bebida se encuentra el pulque, de origen Tolteca.

### Museos
Tulancingo cuenta con los museos:

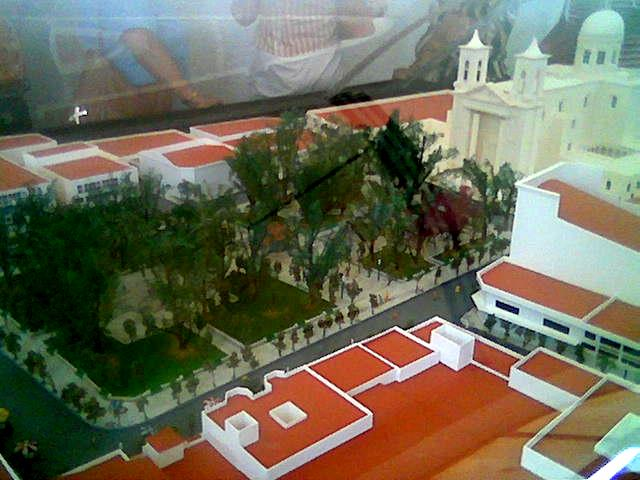
Maqueta del centro de Tulancingo.

- Museo de Datos Históricos: Ubicado en el edificio que albergó a la primera estación del ferrocarril de la ciudad, cuenta con 2 salas: Galería Fotográfica y sala de vestigios arqueológicos.[21]

- Museo del Ferrocarril: Edificio del siglo XIX que fue la segunda estación en Tulancingo.[21]

- Museo del Santo.

## Deportes
En fútbol contó con los Titanes de Tulancingo de la Segunda División de México. Para el Apertura 2015 de la Liga de Nuevos Talentos contarán con el Fútbol Club Satélites.

## Ciudades hermanadas
La ciudad ha establecido un hermanamiento de ciudad:
| Ciudad     | Jurisdicción | País           | Año de hermanamiento | Ref.                 |
| ---------- | ------------ | -------------- | -------------------- | -------------------- |
| Pleasanton | California   | Estados Unidos | 1984                 | [ 43 ] [ 44 ] [ 45 ] |